# MJB da MVP
MJB da MVP - singiel amerykańskiej raperki, piosenkarki R&B Mary J. Blige. Utwór pochodzi z albumu The Breakthrough. Do utworu nie powstał teledysk.
W utworze oprócz wspomnianej wokalistki, występuje raper, 50 Cent. Po raz pierwszy singiel można było usłyszeć w radiu w USA w 2005 r., uplasował się na 75. miejscu notowania Billboard Hot 100. Do MJB da MVP powstał remiks pt. „Hate It or Love It”, który znajduje się na albumie Game’a, The Documentary.

## Lista utworów
UK CD & 12” Winyl
1. „MJB Da MVP” (alternatywna wersja albumu)
2. „Family Affair”
3. „Be Without You” (Moto Blanco wokal miks)

Dutch CD Promo
1. „MJB Da MVP"

## Notowania
| Notowanie (2006)                 | Najwyższa pozycja |
| -------------------------------- | ----------------- |
| UK Singles Chart                 | 33                |
| U.S. Billboard Hot 100           | 75                |
| U.S. Billboard R&B/Hip Hop Songs | 19                |